# بويرتو جواسيو
بويرتو جواسيو إحدى مدن الأرجنتين، تقع في شمال الأرجنتين على الحدود بين كل من البرازيل وباراغواي.
|source 2 = Servicio Meteorológico Nacional (extremes 1961–2016), UNLP (sun) 
|date=August 2010
}}</ref> يرتبط اسم هذه المدينة بالشلالات التي يشق هديرها سكون الغابات الكثيفة المحيطة بنهر أغواسيو ومياهه العظيمة، كلمة أغواسيو تعني الماء العظيم.